# Kršič
Kršič – wieś w Słowenii, w gminie Kamnik. W 2018 roku liczyła 41 mieszkańców.